# うま辛王
うま辛王（うまからおう）とは、岐阜県高山市の第3セクターの飛騨唐辛工房が発売しているソースである。

## 概要
- トウガラシを自然発酵させた物をペースト状としたソース。
- 元々は岐阜県高山市の「キッチン飛騨」のステーキハウスの料理長が、1970年頃、ステーキにあう調味料として開発した「唐辛」というソースである。
- 1997年（平成9年）、唐辛は岐阜県特産品開発コンテストで大賞を受賞する。
- 2000年（平成12年）、製造特許取得。村おこしとして岐阜県大野郡高根村（現高山市）に第3セクターの飛騨唐辛工房を設立。唐辛をうま辛王と改称して生産開始。
- うま辛王の製造工場は、御嶽山の山麓の標高1,200 mにある古いトンネルの中にある。これは、トンネルの中は1年を通じて温湿度が安定しており、トウガラシの自然熟成に適しているため。

## 製造方法
1. 乾燥赤トウガラシを御嶽山の湧き水と天然塩に浸す。
2. 一定間隔で攪拌しながら、15 - 24か月（平均18か月）熟成させる。
3. 熟成終えたものを粉砕し、米酢を加えた後、攪拌しながら1か月熟成させる。
4. ペースト状にする。

## 製品化
- 2002年に日本製粉（現・ニップン）が飛騨唐辛工房に出資して販売権を取得し、「うま辛王」「うま辛ソース」を販売している[1]。
- 道の駅飛騨たかね工房の食堂ではうま辛王を使用した「うま辛王ラーメン」「うま辛王みそラーメン」「うま辛王カレー」を提供している[2]。